# KNVB-Pokal 1996/97
Der KNVB-Pokal 1996/97 (unter Sponsorenschaft auch Amstel-Cup) war die 79. Auflage des niederländischen Fußball-Pokalwettbewerbs. An ihr nahmen die 18 Mannschaften der Eredivisie, 17 Teams der Eerste Divisie und 43 Vertreter aus dem Amateurbereich teil.
Pokalsieger wurde Roda JC Kerkrade. Das Team setzte sich im Finale gegen den SC Heerenveen durch. Der Sieger erhielt einen Startplatz im Europapokal der Pokalsieger.

## Modus
Die K.-o.-Spiele wurden in einer Begegnung entschieden. Bei unentschiedenem Ausgang gab es eine Verlängerung von zweimal 15 Minuten und gegebenenfalls ein Elfmeterschießen. Die Sieger der Vorrunde qualifizierten sich für die Gruppenphase. Dort spielte jedes Team in einer einfachen Runde gegen die anderen drei Gruppengegner. Die Erst- und Zweitplatzierten kamen in die nächste Runde.
Nach den Gruppenspielen wurde in den K.-o.-Runden bei einem Unentschieden und der darauffolgenden Verlängerung die Partie bei einem weiteren Treffer durch das Golden Goal entschieden.

## Teilnehmende Teams
| Eredivisie (18) | Eredivisie (18) | Eerste Divisie (17) | Eerste Divisie (17) |
| --- | --- | --- | --- |
| - Ajax Amsterdam - PSV Eindhoven - Feyenoord Rotterdam - Roda JC Kerkrade - NAC Breda - BV De Graafschap - FC Groningen - SC Heerenveen - Fortuna Sittard | - NEC Nijmegen - Sparta Rotterdam - FC Twente Enschede - FC Utrecht - Vitesse Arnheim - FC Volendam - RKC Waalwijk - Willem II Tilburg - AZ Alkmaar ▲ | - Go Ahead Eagles ▼ - BVO Emmen - FC Den Bosch - Cambuur Leeuwarden - FC Dordrecht '90 - VV Eindhoven - Excelsior Rotterdam - FC Den Haag (Fusion mit ADO) - HFC Haarlem | - SC Heracles Almelo '74 - Helmond Sport - MVV Maastricht - TOP Oss - RBC Roosendaal - SC Telstar 1963 - BV Veendam - VVV-Venlo - FC Zwolle    |
| Gewinner der Amateurligen (7) | | | |
| - Ajax Amsterdam II - VV Appingedam | - VV Baronie - Feyenoord Rotterdam II | - HSV Hoek - SVV Scheveningen | - SV Urk |
| weitere Amateure (36) | | | |
| - Achilles Veen - ACV Assen - AFC '34 Alkmaar - AFC Amsterdam - ADO Den Haag - VV Appingedam - VV Bennekom - BVV ’s-Hertogenbosch - DCV Krimpen           | - DOS Kampen - VV DOVO - DVC '26 Didam - Sparta Rotterdam II - Friesche VC - VV Geldrop - VV Gemert - SC Genemuiden - GVVV                            | - RKSV Halsteren - SC Heerenveen II - VV Hoogezand - HSC ’21 Haaksbergen - CSV Jong Holland - HVV Hollandia - VV IJsselmeervogels - VV Katwijk - Kozakken Boys           | - RKFC Lindenheuvel - FC Lisse - ONS Sneek - SV Panningen - K.v.v. Quick Boys - RIOS '31 Echt - VV Sittard - SV De Treffers - RKSV Wittenhorst |

## Vorrunde
Es nahmen nur Amateurmannschaften teil.
| Datum      |                     | Ergebnis              |                      |
| ---------- | ------------------- | --------------------- | -------------------- |
| 01.06.1996 | Achilles Veen       | 1:1 n. V. (1:2 i. E.) | AFC Amsterdam        |
| 01.06.1996 | AFC '34 Alkmaar     | 3:3 n. V. (4:3 i. E.) | GVVV                 |
| 01.06.1996 | VV Bennekom         | 3:1                   | DOS Kampen           |
| 01.06.1996 | VV Gemert           | 2:4                   | SV De Treffers       |
| 01.06.1996 | VV Katwijk          | 2:0                   | ACV Assen            |
| 01.06.1996 | Sparta Rotterdam II | 4:1                   | DVC '26 Didam        |
| 02.06.1996 | DVC Deventer        | 2:6                   | BVV ’s-Hertogenbosch |
| 02.06.1996 | VV Geldrop          | 2:2 n. V. (3:2 i. E.) | CSV Jong Holland     |
| 02.06.1996 | RKSV Halsteren      | 8:1                   | Friesche VC          |
| 02.06.1996 | HSC ’21 Haaksbergen | 2:1                   | HVV Hollandia        |
| 02.06.1996 | RIOS '31 Echt       | 3:0                   | VV Sittard           |
| 08.06.1996 | VV DOVO             | 2:1                   | FC Lisse             |
| 08.06.1996 | SC Heerenveen II    | 1:5                   | K.v.v. Quick Boys    |
| 08.06.1996 | VV IJsselmeervogels | 2:0 n. V.             | SV Panningen         |
| 09.06.1996 | VV Hoogezand        | 5:2                   | RKFC Lindenheuvel    |
| 09.06.1996 | ONS Sneek           | 2:2 n. V. (3:2 i. E.) | RKSV Wittenhorst     |
| 15.06.1996 | Quick '20 Oldenzaal | 2:3                   | Kozakken Boys        |

### Zwischenrunde
Der SC Genemuiden stieg in dieser Runde ein.
| Datum      |               | Ergebnis  |                |
| ---------- | ------------- | --------- | -------------- |
| 01.06.1996 | SC Genemuiden | 3:4 n. V. | SV De Treffers |

## Gruppenphase
An ihr nahmen die 17 Sieger der Vorrunde bzw. Zwischenrunde, 14 Clubs der Eredivisie 1995/96 (Platz 5 bis 18), 17 Clubs der Eerste Divisie 1995/96, sowie acht Vertreter der höchsten Amateurliga.

### Gruppe 1
| Datum      |               | Ergebnis |               |
| ---------- | ------------- | -------- | ------------- |
| 16.08.1996 | VV Appingedam | 2:0      | VV Hoogezand  |
| 17.08.1996 | BVO Emmen     | 4:2      | FC Groningen  |
| 30.08.1996 | FC Groningen  | 3:0      | VV Appingedam |
| 01.09.1996 | VV Hoogezand  | 1:4      | BVO Emmen     |
| 18.09.1996 | BVO Emmen     | 3:0      | VV Appingedam |
| 18.09.1996 | VV Hoogezand  | 0:4      | FC Groningen  |

| Pl. | Verein            | Sp. | S | U | N | Tore    | Diff. | Punkte |
| --- | ----------------- | --- | - | - | - | ------- | ----- | ------ |
| 1.  | BVO Emmen (D)     | 3   | 3 | 0 | 0 | 011:300 | +8    | 09     |
| 2.  | FC Groningen (E)  | 3   | 2 | 0 | 1 | 009:400 | +5    | 06     |
| 3.  | VV Appingedam (A) | 3   | 1 | 0 | 2 | 002:600 | −4    | 03     |
| 4.  | VV Hoogezand (A)  | 3   | 0 | 0 | 3 | 001:100 | −9    | 0      |

### Gruppe 2
| Datum      |                    | Ergebnis |                    |
| ---------- | ------------------ | -------- | ------------------ |
| 16.08.1996 | SC Heerenveen      | 5:0      | Cambuur Leeuwarden |
| 17.08.1996 | SV Urk             | 3:1      | ONS Sneek          |
| 31.08.1996 | SV Urk             | 1:3      | SC Heerenveen      |
| 01.09.1996 | ONS Sneek          | 2:3      | Cambuur Leeuwarden |
| 18.09.1996 | Cambuur Leeuwarden | 7:1      | SV Urk             |
| 18.09.1996 | ONS Sneek          | 3:6      | SC Heerenveen      |

| Pl. | Verein                 | Sp. | S | U | N | Tore    | Diff. | Punkte |
| --- | ---------------------- | --- | - | - | - | ------- | ----- | ------ |
| 1.  | SC Heerenveen (E)      | 3   | 3 | 0 | 0 | 014:400 | +10   | 09     |
| 2.  | Cambuur Leeuwarden (D) | 3   | 2 | 0 | 1 | 010:800 | +2    | 06     |
| 3.  | SV Urk (A)             | 3   | 1 | 0 | 2 | 005:110 | −6    | 03     |
| 4.  | ONS Sneek (A)          | 3   | 0 | 0 | 3 | 006:120 | −6    | 0      |

### Gruppe 3
| Datum      |                     | Ergebnis |                     |
| ---------- | ------------------- | -------- | ------------------- |
| 15.08.1996 | Ajax Amsterdam II   | 0:4      | FC Twente Enschede  |
| 17.08.1996 | HSC ’21 Haaksbergen | 1:4      | BV Veendam          |
| 01.09.1996 | FC Twente Enschede  | 8:0      | HSC ’21 Haaksbergen |
| 01.09.1996 | BV Veendam          | 2:1      | Ajax Amsterdam II   |
| 18.09.1996 | HSC ’21 Haaksbergen | 1:4      | Ajax Amsterdam II   |
| 18.09.1996 | BV Veendam          | 0:2      | FC Twente Enschede  |

| Pl. | Verein                  | Sp. | S | U | N | Tore    | Diff. | Punkte |
| --- | ----------------------- | --- | - | - | - | ------- | ----- | ------ |
| 1.  | FC Twente Enschede (E)  | 3   | 3 | 0 | 0 | 014:000 | +14   | 09     |
| 2.  | BV Veendam (D)          | 3   | 2 | 0 | 1 | 006:400 | +2    | 06     |
| 3.  | Ajax Amsterdam II (A)   | 3   | 1 | 0 | 2 | 005:700 | −2    | 03     |
| 4.  | HSC ’21 Haaksbergen (A) | 3   | 0 | 0 | 3 | 002:160 | −14   | 0      |

### Gruppe 4
| Datum      |                 | Ergebnis |                 |
| ---------- | --------------- | -------- | --------------- |
| 16.08.1996 | FC Zwolle       | 1:1      | Vitesse Arnheim |
| 17.08.1996 | VV DOVO         | 2:3      | GVVV            |
| 30.08.1996 | VV DOVO         | 3:2      | FC Zwolle       |
| 09.09.1996 | GVVV            | 0:3      | Vitesse Arnheim |
| 18.09.1996 | Vitesse Arnheim | 8:0      | VV DOVO         |
| 18.09.1996 | GVVV            | 2:3      | FC Zwolle       |

| Pl. | Verein              | Sp. | S | U | N | Tore    | Diff. | Punkte |
| --- | ------------------- | --- | - | - | - | ------- | ----- | ------ |
| 1.  | Vitesse Arnheim (E) | 3   | 2 | 1 | 0 | 012:100 | +11   | 07     |
| 2.  | FC Zwolle (D)       | 3   | 1 | 1 | 1 | 006:600 | ±0    | 04     |
| 3.  | GVVV (A)            | 3   | 1 | 0 | 2 | 005:800 | −3    | 03     |
| 4.  | VV DOVO (A)         | 3   | 1 | 0 | 2 | 005:130 | −8    | 03     |

### Gruppe 5
| Datum      |                 | Ergebnis |                 |
| ---------- | --------------- | -------- | --------------- |
| 17.08.1996 | Helmond Sport   | 1:1      | MVV Maastricht  |
| 17.08.1996 | RIOS '31 Echt   | 0:3      | Fortuna Sittard |
| 30.08.1996 | Fortuna Sittard | 3:3      | Helmond Sport   |
| 30.08.1996 | MVV Maastricht  | 1:1      | RIOS '31 Echt   |
| 18.09.1996 | RIOS '31 Echt   | 2:2      | Helmond Sport   |
| 18.09.1996 | MVV Maastricht  | 1:1      | Fortuna Sittard |

| Pl. | Verein              | Sp. | S | U | N | Tore    | Diff. | Punkte |
| --- | ------------------- | --- | - | - | - | ------- | ----- | ------ |
| 1.  | Fortuna Sittard (E) | 3   | 1 | 2 | 0 | 007:400 | +3    | 05     |
| 2.  | Helmond Sport (D)   | 3   | 0 | 3 | 0 | 006:600 | ±0    | 03     |
| 3.  | MVV Maastricht (D)  | 3   | 0 | 3 | 0 | 003:300 | ±0    | 03     |
| 4.  | RIOS '31 Echt (A)   | 3   | 0 | 2 | 1 | 003:600 | −3    | 02     |

### Gruppe 6
| Datum      |                   | Ergebnis |                   |
| ---------- | ----------------- | -------- | ----------------- |
| 17.08.1996 | VV Geldrop        | 1:5      | FC Den Bosch      |
| 30.08.1996 | VV Eindhoven      | 5:0      | FC Den Bosch      |
| 01.09.1996 | VV Geldrop        | 0:7      | Willem II Tilburg |
| 18.09.1996 | VV Eindhoven      | 0:2      | Willem II Tilburg |
| 01.10.1996 | VV Eindhoven      | 4:1      | VV Geldrop        |
| 01.10.1996 | Willem II Tilburg | 1:0      | FC Den Bosch      |

| Pl. | Verein                | Sp. | S | U | N | Tore    | Diff. | Punkte |
| --- | --------------------- | --- | - | - | - | ------- | ----- | ------ |
| 1.  | Willem II Tilburg (E) | 3   | 3 | 0 | 0 | 010:000 | +10   | 09     |
| 2.  | VV Eindhoven (D)      | 3   | 2 | 0 | 1 | 009:300 | +6    | 06     |
| 3.  | FC Den Bosch (D)      | 3   | 1 | 0 | 2 | 005:700 | −2    | 03     |
| 4.  | VV Geldrop (A)        | 3   | 0 | 0 | 3 | 002:160 | −14   | 0      |

### Gruppe 7
| Datum      |                        | Ergebnis |                        |
| ---------- | ---------------------- | -------- | ---------------------- |
| 17.08.1996 | SC Heracles Almelo '74 | 1:1      | BV De Graafschap       |
| 28.08.1996 | VV IJsselmeervogels    | 3:4      | SV De Treffers         |
| 31.08.1996 | VV IJsselmeervogels    | 2:1      | SC Heracles Almelo '74 |
| 01.09.1996 | SV De Treffers         | 2:4      | BV De Graafschap       |
| 18.09.1996 | BV De Graafschap       | 3:0      | VV IJsselmeervogels    |
| 18.09.1996 | SV De Treffers         | 0:6      | SC Heracles Almelo '74 |

| Pl. | Verein                     | Sp. | S | U | N | Tore    | Diff. | Punkte |
| --- | -------------------------- | --- | - | - | - | ------- | ----- | ------ |
| 1.  | BV De Graafschap (E)       | 3   | 2 | 1 | 0 | 008:300 | +5    | 07     |
| 2.  | SC Heracles Almelo '74 (D) | 3   | 1 | 1 | 1 | 008:300 | +5    | 04     |
| 3.  | VV IJsselmeervogels (A)    | 3   | 1 | 0 | 2 | 005:800 | −3    | 03     |
| 4.  | SV De Treffers (A)         | 2   | 1 | 0 | 1 | 006:130 | −7    | 03     |

### Gruppe 8
| Datum      |                  | Ergebnis |                  |
| ---------- | ---------------- | -------- | ---------------- |
| 16.08.1996 | NAC Breda        | 4:2      | FC Dordrecht '90 |
| 17.08.1996 | Kozakken Boys    | 1:1      | VV Baronie       |
| 30.08.1996 | FC Dordrecht '90 | 2:1      | Kozakken Boys    |
| 01.09.1996 | NAC Breda        | 7:1      | VV Baronie       |
| 18.09.1996 | VV Baronie       | 3:1      | FC Dordrecht '90 |
| 18.09.1996 | Kozakken Boys    | 2:3      | NAC Breda        |

| Pl. | Verein               | Sp. | S | U | N | Tore    | Diff. | Punkte |
| --- | -------------------- | --- | - | - | - | ------- | ----- | ------ |
| 1.  | NAC Breda (A)        | 3   | 3 | 0 | 0 | 014:500 | +9    | 09     |
| 2.  | VV Baronie (A)       | 3   | 1 | 1 | 1 | 005:900 | −4    | 04     |
| 3.  | FC Dordrecht '90 (A) | 3   | 1 | 0 | 2 | 005:800 | −3    | 03     |
| 4.  | Kozakken Boys (E)    | 3   | 0 | 1 | 2 | 004:600 | −2    | 01     |

### Gruppe 9
| Datum      |                | Ergebnis |                |
| ---------- | -------------- | -------- | -------------- |
| 17.08.1996 | HSV Hoek       | 2:4      | RKSV Halsteren |
| 17.08.1996 | RBC Roosendaal | 1:2      | RKC Waalwijk   |
| 31.08.1996 | RKSV Halsteren | 0:6      | RBC Roosendaal |
| 01.09.1996 | RKC Waalwijk   | 2:0      | HSV Hoek       |
| 18.09.1996 | RKSV Halsteren | 2:4      | RKC Waalwijk   |
| 18.09.1996 | HSV Hoek       | 1:3      | RBC Roosendaal |

| Pl. | Verein             | Sp. | S | U | N | Tore    | Diff. | Punkte |
| --- | ------------------ | --- | - | - | - | ------- | ----- | ------ |
| 1.  | RKC Waalwijk (E)   | 3   | 3 | 0 | 0 | 008:300 | +5    | 09     |
| 2.  | RBC Roosendaal (D) | 3   | 2 | 0 | 1 | 010:300 | +7    | 06     |
| 3.  | RKSV Halsteren (A) | 3   | 1 | 0 | 2 | 006:120 | −6    | 03     |
| 4.  | HSV Hoek (A)       | 3   | 0 | 0 | 3 | 003:900 | −6    | 0      |

### Gruppe 10
| Datum      |                        | Ergebnis |                        |
| ---------- | ---------------------- | -------- | ---------------------- |
| 17.08.1996 | FC Utrecht             | 2:1      | TOP Oss                |
| 17.08.1996 | Sparta Rotterdam II    | 1:4      | Feyenoord Rotterdam II |
| 01.09.1996 | FC Utrecht             | 1:3      | Sparta Rotterdam II    |
| 01.09.1996 | Feyenoord Rotterdam II | 1:2      | TOP Oss                |
| 18.09.1996 | TOP Oss                | 5:0      | Sparta Rotterdam II    |
| 18.09.1996 | FC Utrecht             | 2:3      | Feyenoord Rotterdam II |

| Pl. | Verein                     | Sp. | S | U | N | Tore    | Diff. | Punkte |
| --- | -------------------------- | --- | - | - | - | ------- | ----- | ------ |
| 1.  | TOP Oss (D)                | 3   | 2 | 0 | 1 | 008:300 | +5    | 06     |
| 2.  | Feyenoord Rotterdam II (A) | 3   | 2 | 0 | 1 | 008:500 | +3    | 06     |
| 3.  | FC Utrecht (E)             | 3   | 1 | 0 | 2 | 005:700 | −2    | 03     |
| 4.  | Sparta Rotterdam II (A)    | 3   | 1 | 0 | 2 | 004:100 | −6    | 03     |

### Gruppe 11
| Datum      |                     | Ergebnis |                     |
| ---------- | ------------------- | -------- | ------------------- |
| 16.08.1996 | AZ Alkmaar          | 2:0      | Go Ahead Eagles     |
| 17.08.1996 | AFC Amsterdam       | 1:0      | Excelsior Rotterdam |
| 30.08.1996 | Go Ahead Eagles     | 1:0      | AFC Amsterdam       |
| 01.09.1996 | Excelsior Rotterdam | 2:2      | AZ Alkmaar          |
| 18.09.1996 | Excelsior Rotterdam | 1:5      | Go Ahead Eagles     |
| 18.09.1996 | AFC Amsterdam       | 1:4      | AZ Alkmaar          |

| Pl. | Verein                  | Sp. | S | U | N | Tore    | Diff. | Punkte |
| --- | ----------------------- | --- | - | - | - | ------- | ----- | ------ |
| 1.  | AZ Alkmaar (E)          | 3   | 2 | 1 | 0 | 008:300 | +5    | 07     |
| 2.  | Go Ahead Eagles (D)     | 3   | 2 | 0 | 1 | 006:300 | +3    | 06     |
| 3.  | AFC Amsterdam (A)       | 3   | 1 | 0 | 2 | 002:500 | −3    | 03     |
| 4.  | Excelsior Rotterdam (D) | 3   | 0 | 1 | 2 | 003:800 | −5    | 01     |

### Gruppe 12
| Datum      |                      | Ergebnis |                      |
| ---------- | -------------------- | -------- | -------------------- |
| 17.08.1996 | BVV ’s-Hertogenbosch | 4:4      | VV Bennekom          |
| 17.08.1996 | NEC Nijmegen         | 1:0      | VVV-Venlo            |
| 31.08.1996 | VV Bennekom          | 0:4      | VVV-Venlo            |
| 01.09.1996 | NEC Nijmegen         | 5:1      | BVV ’s-Hertogenbosch |
| 18.09.1996 | VVV-Venlo            | 4:0      | BVV ’s-Hertogenbosch |
| 18.09.1996 | VV Bennekom          | 1:6      | NEC Nijmegen         |

| Pl. | Verein                   | Sp. | S | U | N | Tore    | Diff. | Punkte |
| --- | ------------------------ | --- | - | - | - | ------- | ----- | ------ |
| 1.  | NEC Nijmegen (E)         | 3   | 3 | 0 | 0 | 012:200 | +10   | 09     |
| 2.  | VVV-Venlo (D)            | 3   | 2 | 0 | 1 | 008:100 | +7    | 06     |
| 3.  | BVV ’s-Hertogenbosch (A) | 3   | 0 | 1 | 2 | 005:130 | −8    | 01     |
| 4.  | VV Bennekom (A)          | 3   | 0 | 1 | 2 | 005:140 | −9    | 01     |

### Gruppe 13
| Datum      |                  | Ergebnis |                  |
| ---------- | ---------------- | -------- | ---------------- |
| 17.08.1996 | SC Telstar 1963  | 1:2      | Sparta Rotterdam |
| 17.08.1996 | ADO Den Haag     | 1:1      | SVV Scheveningen |
| 30.08.1996 | SVV Scheveningen | 0:5      | SC Telstar 1963  |
| 01.09.1996 | Sparta Rotterdam | 3:3      | ADO Den Haag     |
| 18.09.1996 | SVV Scheveningen | 1:6      | Sparta Rotterdam |
| 18.09.1996 | ADO Den Haag     | 1:1      | SC Telstar 1963  |

| Pl. | Verein               | Sp. | S | U | N | Tore    | Diff. | Punkte |
| --- | -------------------- | --- | - | - | - | ------- | ----- | ------ |
| 1.  | Sparta Rotterdam (E) | 3   | 2 | 1 | 0 | 011:500 | +6    | 07     |
| 2.  | SC Telstar 1963 (D)  | 3   | 1 | 1 | 1 | 007:300 | +4    | 04     |
| 3.  | ADO Den Haag (A)     | 3   | 0 | 3 | 0 | 005:500 | ±0    | 03     |
| 4.  | SVV Scheveningen (A) | 3   | 0 | 1 | 2 | 002:120 | −10   | 01     |

### Gruppe 14
| Datum      |                    | Ergebnis |                    |
| ---------- | ------------------ | -------- | ------------------ |
| 17.08.1996 | K.v. v. Quick Boys | 2:2      | VV Katwijk         |
| 17.08.1996 | HFC Haarlem        | 0:2      | FC Volendam        |
| 30.08.1996 | K.v. v. Quick Boys | 1:2      | HFC Haarlem        |
| 31.08.1996 | VV Katwijk         | 1:1      | FC Volendam        |
| 18.09.1996 | FC Volendam        | 3:1      | K.v. v. Quick Boys |
| 18.09.1996 | HFC Haarlem        | 0:1      | VV Katwijk         |

| Pl. | Verein                | Sp. | S | U | N | Tore    | Diff. | Punkte |
| --- | --------------------- | --- | - | - | - | ------- | ----- | ------ |
| 1.  | FC Volendam (E)       | 3   | 2 | 1 | 0 | 006:200 | +4    | 07     |
| 2.  | VV Katwijk (A)        | 3   | 1 | 2 | 0 | 004:300 | +1    | 05     |
| 3.  | HFC Haarlem (D)       | 3   | 1 | 0 | 2 | 002:400 | −2    | 03     |
| 4.  | K.v.v. Quick Boys (A) | 3   | 0 | 1 | 2 | 004:700 | −3    | 01     |

## K.-o.-Runde

### 2. Runde
Die besten vier Klubs der Eredivisie 1995/96 (Ajax, PSV, Feyenoord, Roda JC) stiegen in dieser Runde ein. Ab dieser Runde wurde das Golden Goal in der Verlängerung angewandt.
| Datum      |                            | Ergebnis              |                            |
| ---------- | -------------------------- | --------------------- | -------------------------- |
| 27.11.1996 | AZ Alkmaar (E)             | 4:1                   | Go Ahead Eagles (D)        |
| 27.11.1996 | VV Baronie (A)             | 0:2                   | Feyenoord Rotterdam (E)    |
| 27.11.1996 | Cambuur Leeuwarden (D)     | 0:2                   | Willem II Tilburg (E)      |
| 27.11.1996 | BVO Emmen (D)              | 0:3                   | FC Groningen (E)           |
| 27.11.1996 | SC Heerenveen (E)          | 3:2 n.GG              | TOP Oss (D)                |
| 27.11.1996 | Helmond Sport (D)          | 1:1 n. V. (5:3 i. E.) | NAC Breda (E)              |
| 27.11.1996 | SC Heracles Almelo '74 (D) | 1:0                   | Ajax Amsterdam (E)         |
| 27.11.1996 | RBC Roosendaal (D)         | 3:4                   | NEC Nijmegen (E)           |
| 27.11.1996 | Roda JC Kerkrade (E)       | 6:2                   | VV Katwijk (A)             |
| 27.11.1996 | Sparta Rotterdam (E)       | 0:1                   | FC Twente Enschede (E)     |
| 27.11.1996 | SC Telstar 1963 (D)        | 0:2                   | BV De Graafschap (E)       |
| 27.11.1996 | BV Veendam (D)             | 1:2                   | RKC Waalwijk (E)           |
| 27.11.1996 | Vitesse Arnheim (E)        | 3:2                   | VV Eindhoven (D)           |
| 27.11.1996 | FC Volendam (E)            | 1:0                   | Feyenoord Rotterdam II (E) |
| 27.11.1996 | VVV-Venlo (D)              | 1:2                   | PSV Eindhoven (E)          |
| 01.12.1996 | FC Zwolle (D)              | 2:1                   | Fortuna Sittard (E)        |

### Achtelfinale
| Datum      |                            | Ergebnis              |                      |
| ---------- | -------------------------- | --------------------- | -------------------- |
| 07.02.1997 | FC Zwolle (D)              | 2:1                   | FC Volendam (E)      |
| 08.02.1997 | SC Heerenveen (E)          | 2:0                   | NEC Nijmegen (E)     |
| 08.02.1997 | SC Heracles Almelo '74 (D) | 2:4                   | Helmond Sport (D)    |
| 08.02.1997 | FC Twente Enschede (E)     | 0:0 n. V. (3:5 i. E.) | Vitesse Arnheim (E)  |
| 09.02.1997 | Feyenoord Rotterdam (E)    | 1:0                   | RKC Waalwijk (E)     |
| 12.02.1997 | PSV Eindhoven (E)          | 2:3 n.GG              | AZ Alkmaar (E)       |
| 12.02.1997 | Willem II Tilburg (E)      | 2:0                   | FC Groningen (E)     |
| 19.02.1997 | BV De Graafschap (E)       | 0:2                   | Roda JC Kerkrade (E) |

### Viertelfinale
| Datum      |                   | Ergebnis |                         |
| ---------- | ----------------- | -------- | ----------------------- |
| 11.03.1997 | FC Zwolle (D)     | 0:5      | Roda JC Kerkrade (E)    |
| 12.03.1997 | AZ Alkmaar (E)    | 0:2      | Willem II Tilburg (E)   |
| 12.03.1997 | SC Heerenveen (E) | 2:1      | Feyenoord Rotterdam (E) |
| 12.03.1997 | Helmond Sport (D) | 2:1      | Vitesse Arnheim (E)     |

### Halbfinale
| Datum      |                      | Ergebnis |                       |
| ---------- | -------------------- | -------- | --------------------- |
| 16.04.1997 | Roda JC Kerkrade (E) | 1:0      | Willem II Tilburg (E) |
| 17.04.1997 | SC Heerenveen (E)    | 5:0      | Helmond Sport (D)     |

### Finale
| Roda JC Kerkrade                  | Roda JC Kerkrade | SC Heerenveen | SC Heerenveen |
| --------------------------------- | --- | --- | ------------- |
| Roda JC Kerkrade                  | \| 8. Mai 1997 in De Kuip, Rotterdam \| \| Ergebnis: 4:2 (2:1) \| \| Zuschauer: 48.000 \| \| Schiedsrichter: Hans Reygwart \| \| Spielbericht \| | \| 8. Mai 1997 in De Kuip, Rotterdam \| \| Ergebnis: 4:2 (2:1) \| \| Zuschauer: 48.000 \| \| Schiedsrichter: Hans Reygwart \| \| Spielbericht \| | SC Heerenveen |
| Roda JC Kerkrade                  | Ruud Hesp – Ger Senden, Maarten Schops, Regilio Vrede, Ramon van Haaren (88. Mark Luijpers) – Eric van der Luer (76. Stéphane Van der Heyden), André Ooijer, Arno Doomernik, Peter van Houdt – Gerald Sibon, Garba Lawal (68. Jan-Pieter Martens). Cheftrainer: Martin Jol | Hans Vonk – Ole Tobiasen, Johan Hansma , Tom Sier (69. Marc Nygaard), Alex Pastoor (63. Børre Meinseth) – Igor Kornejew, Jon Dahl Tomasson, Jan de Visser, Jeffrey Talan – Lee-Roy Echteld, Boudewijn Pahlplatz (55. Romeo Wouden). Cheftrainer: Foppe de Haan | SC Heerenveen |
| Roda JC Kerkrade                  | 1:0 Gerald Sibon (4.) 2:1 Ger Senden (15.) 3:1 Eric van der Luer (48.) 4:1 Maarten Schops (58.) | 1:1 Igor Kornejew (11.) 4:2 Jeffrey Talan (82.). | SC Heerenveen |
| Roda JC Kerkrade                  | Regilio Vrede, Arno Doomernik | Jeffrey Talan | SC Heerenveen |
| 8. Mai 1997 in De Kuip, Rotterdam | | |               |
| Ergebnis: 4:2 (2:1)               | | |               |
| Zuschauer: 48.000                 | | |               |
| Schiedsrichter: Hans Reygwart     | | |               |
| Spielbericht                      | | |               |